# Иналкаев, Абубакар Асламбекович
Абубака́р Асламбе́кович Иналка́ев (род. 31 июля 2004) — российский футболист, полузащитник.
Воспитанник академии футбола «Рамзан» Грозный. С сезона 2020/21 — игрок молодёжной команды «Ахмата». 2 июня 2021 года был дисквалифицирован на шесть игр за участие в массовой потасовке во время встречи против «Локомотива-М» (1:5). 22 сентября дебютировал за «Ахмат», в матче Кубка России против «Кайрата» Москва (3:0) выйдя на 66-й минуте. Через четыре дня провёл первый матч в чемпионате, выйдя на 79-й минуте в гостевом матче против «Ростова» (2:1).